# Freycinetia borneensis
Freycinetia borneensis är en enhjärtbladig växtart som beskrevs av Ugolino Martelli. Freycinetia borneensis ingår i släktet Freycinetia och familjen Pandanaceae. Inga underarter finns listade.